# رغده
رغده محمود نعناع (زاده ۲۶ نوامبر ۱۹۵۷) هنرپیشه سوری است که بیشتر بخاطر فعالیت‌هایش در سینمای مصر شناخته می‌شود. او نقش ملکه زنوبیا پالمیرا را در سریال سوری الابابید در سال ۱۹۹۷ بازی کرد. رغده در حال حاضر در مصر اقامت دارد.

## زندگی
در حلب سوریه از پدری اهل حلب و مادری اهل لاذقیه به دنیا آمد. در سال ۱۹۸۰ برای تکمیل تحصیلات خود در رشته ادبیات عرب در دانشکده ادبیات دانشگاه قاهره به مصر رفت.
موفقیت او در سینمای مصر پس از بازی در فیلم طاووس در سال ۱۹۸۲ با هنرمندی صلاح ذوالفقار و کارگردانی کمال الشیخ ظاهر شد. سپس در فیلم الحدود در سال ۱۹۸۴ و فیلم «گزارش» در سال ۱۹۸۶ با درید لحام همبازی شد.
در سال ۱۹۸۶ با صلاح ذوالفقار در «آسف للإزعاج» (ببخشید مزاحم شدم)، «اصطبل عنطر»، «الدوائر المقلقه» (حلقه‌های بی سرانجام)، «لا اله الا الله» و در سال ۱۹۹۰ در «خرچنگهای کابوریا» شرکت کرد. اجراهای تئاتری معروف او شامل «سلومی» و «الراهن» (گروگان‌ها) است.
یکی از شناخته شده‌ترین نقش‌های او، بازی در نقش ملکه زنوبیا در سریال «العبابید» (آنارشی) بود.
در سال ۲۰۰۲ به عنوان گوینده در سریال جررت القمر (همسایه ماه) نیز کار کرد.
وی از ستاره‌های سینمای مصر و عرب در دهه هشتاد و نود قرن بیستم بشمار می‌رود.

## مواضع سیاسی
او به دلیل مواضع سیاسی خود در مورد مسائل جهان عرب مشهور است. او در قیام الاقصی شرکت کرد و در طول ۱۳ سال با تحریم هوایی عراق مخالفت می‌کرد و سر انجام در اولین پروازی بود که تحریم هوایی بغداد را شکست. رغده درمان بسیاری از کودکان عراقی را در بیمارستانهای قاهره بعهده گرفت.
او در یک مصاحبه تلویزیونی با Dream 2 موضع خود را در مورد تهاجم عراق به کویت بیان کرد و گفت: «تمام مشکلاتی که امروز ما عرب‌ها از آن رنج می‌بریم به خاطر حمله صدام به کویت است.».
رغده بهار عربی را «بهار کالیفرنیا» خوانده بود.

## آثار

### فیلم
۱۹۸۲: چه کسی آتش را خاموش می‌کند
۱۹۸۲: طاووس
۱۹۸۳: برج دباغی
۱۹۸۳: مردی که خورشید را فروخت
۱۹۸۴: دختران ما در خارج از کشور
۱۹۸۴: مرزها
۱۹۸۴: شیرهای سینا
۱۹۸۵: سمیرا درگذشت
۱۹۸۵: نقره واقعی
۱۹۸۵: تار عنکبوت
۱۹۸۵: جیب برهای پر زرق و برق
۱۹۸۶: اسفا
۱۹۸۶: گزارش
۱۹۸۶: آغوش ترس
۱۹۸۷: غول پیکر
۱۹۸۸: ببخشید که مزاحم شما شدم
۱۹۸۹: رام کردن یک مرد
۱۹۹۰: خرچنگ
۱۹۹۰: امپراتور
۱۹۹۱: گرگ‌ها می‌میرند
۱۹۹۲: چشمان شاهین
۱۹۹۲: همسر من و گرگ
۱۹۹۳: ۸۵ جنایت
۱۹۹۴: آرزوها
۱۹۹۶: لابستر
۱۹۹۶: ابوذهب
۱۹۹۸: جنایتکار با افتخار
۱۹۹۹: دختری از اسرائیل
۲۰۰۱: جهنم زیر زمین
۲۰۰۲: ناپدید شدن جعفر المصری
۲۰۰۸: یک شب در ماه
۲۰۱۱: مجتمع

### سریال
۱۹۷۳: مفسدین زمین
۱۹۷۹: شب سقوط گرانادا
۱۳۶۰: مأموریت شهدا
۱۹۸۳: روزهای بازگشت
۱۹۸۳: عصر عشق
۱۹۸۴: برادر دختران
۱۹۸۶: لا اله الا الله
۱۹۸۶: زوج غریبه
۱۹۸۸: ازدواج کنید و به زندگی لبخند بزنید
۱۹۸۸: محاکمه نسل
۱۹۹۰: هزار و یک شب
۱۹۹۰: إسطبل عنتر
۱۹۹۲: لبه پرتگاه
۱۹۹۴: سیل
۱۹۹۶: رویاهای پسته
۱۹۹۷: العباید
۱۹۹۷: حلقه‌های بسته
۲۰۰۰: مأمور طلاق گرفته‌ها
۲۰۰۲: سرزمین غربی
۲۰۰۳: دیروز نمی‌میرد
۲۰۰۴: تصمیم نهایی
۲۰۰۶: بر دروازه‌های مصر
۲۰۱۳: شک
۲۰۱۶: لباس حوا
۲۰۱۹: الضاهر

### تئاتر
```
 ۱۹۸۲: گروگان‌ها
```

```
 ۱۹۸۴: الاغ‌ها را می‌کشند
```

```
 ۱۹۸۸: سالومه
```

```
 ۱۹۹۹: بادیگارد
```

```
 ۲۰۰۵: قصه‌های ناگفته شهرزاده
```

```
 ۲۰۰۶: صداها جهان را به هم ریخت
```

```
 ۱۳۹۰: بلقیس
```

```
 ۲۰۱۶: مادر شجاع
```

### سریال‌های رادیویی
```
 ۱۹۹۹: خانم هیام
```

```
 ۲۰۰۰: خانه شما، خانه شما
```

```
 ۲۰۰۱: عبدالودود در آن سوی مرزها
```

```
 ۲۰۱۰: حقیقت توهمات
```

```
 ۲۰۱۵: عشق بی پایان
```